# Ocotomyces parasiticus
Ocotomyces parasiticus är en svampart som beskrevs av H.C. Evans & Minter 1985. Ocotomyces parasiticus ingår i släktet Ocotomyces, ordningen Rhytismatales, klassen Leotiomycetes, divisionen sporsäcksvampar och riket svampar.   Inga underarter finns listade i Catalogue of Life.